# Archiconchoecissa
Archiconchoecissa is een geslacht van kreeftachtigen uit de klasse van de Ostracoda (mosselkreeftjes).

## Soorten
- Archiconchoecissa cucullata Brady, 1902
- Archiconchoecissa pljusnini Chavtur & Stovbun, 2003